# NGC 117
NGC 117 là một Thiên hà hình hạt đậu loại S0 (r) a với cấp sao biểu kiến 14,3 trong chòm sao Kình Ngư.